# Rancenay
Rancenay és un municipi francès situat al departament del Doubs i a la regió de Borgonya - Franc Comtat. L'any 2007 tenia 291 habitants.

## Demografia

### Població
El 2007 la població de fet de Rancenay era de 291 persones. Hi havia 98 famílies de les quals 20 eren unipersonals (12 homes vivint sols i 8 dones vivint soles), 31 parelles sense fills i 47 parelles amb fills.
La població ha evolucionat segons el següent gràfic:
Habitants censats

### Habitatges
El 2007 hi havia 105 habitatges, 101 eren l'habitatge principal de la família, 3 eren segones residències i 1 estava desocupat. 97 eren cases i 7 eren apartaments. Dels 101 habitatges principals, 85 estaven ocupats pels seus propietaris, 14 estaven llogats i ocupats pels llogaters i 2 estaven cedits a títol gratuït; 5 tenien dues cambres, 13 en tenien tres, 22 en tenien quatre i 61 en tenien cinc o més. 93 habitatges disposaven pel capbaix d'una plaça de pàrquing. A 33 habitatges hi havia un automòbil i a 63 n'hi havia dos o més.

### Piràmide de població
La piràmide de població per edats i sexe el 2009 era:
| Homes | Edats   | Dones |
| ----- | ------- | ----- |
| 0     | 95 o +  | 0     |
| 0     | 90 a 94 | 0     |
| 4     | 85 a 89 | 0     |
| 0     | 80 a 84 | 4     |
| 0     | 75 a 79 | 0     |
| 0     | 70 a 74 | 0     |
| 8     | 65 a 69 | 8     |
| 4     | 60 a 64 | 16    |
| 8     | 55 a 59 | 0     |
| 0     | 50 a 54 | 8     |
| 16    | 45 a 49 | 12    |
| 13    | 40 a 44 | 12    |
| 6     | 35 a 39 | 17    |
| 7     | 30 a 34 | 4     |
| 8     | 25 a 29 | 1     |
| 4     | 20 a 24 | 12    |
| 12    | 15 a 19 | 12    |
| 12    | 10 a 14 | 21    |
| 4     | 5 a 9   | 0     |
| 9     | 0 a 4   | 5     |

## Economia
El 2007 la població en edat de treballar era de 195 persones, 141 eren actives i 54 eren inactives. De les 141 persones actives 134 estaven ocupades (69 homes i 65 dones) i 7 estaven aturades (4 homes i 3 dones). De les 54 persones inactives 21 estaven jubilades, 22 estaven estudiant i 11 estaven classificades com a «altres inactius».

### Ingressos
El 2009 a Rancenay hi havia 106 unitats fiscals que integraven 291,5 persones, la mediana anual d'ingressos fiscals per persona era de 20.585 €.

### Activitats econòmiques
Dels 5 establiments que hi havia el 2007, 2 eren d'empreses de construcció, 1 d'una empresa de comerç i reparació d'automòbils, 1 d'una empresa de serveis i 1 d'una empresa classificada com a «altres activitats de serveis».
Dels 2 establiments de servei als particulars que hi havia el 2009, 1 era un guixaire pintor i 1 fusteria.
L'any 2000 a Rancenay hi havia 3 explotacions agrícoles.

## Poblacions més properes
El següent diagrama mostra les poblacions més properes.